# アレクセイ・シューセフ

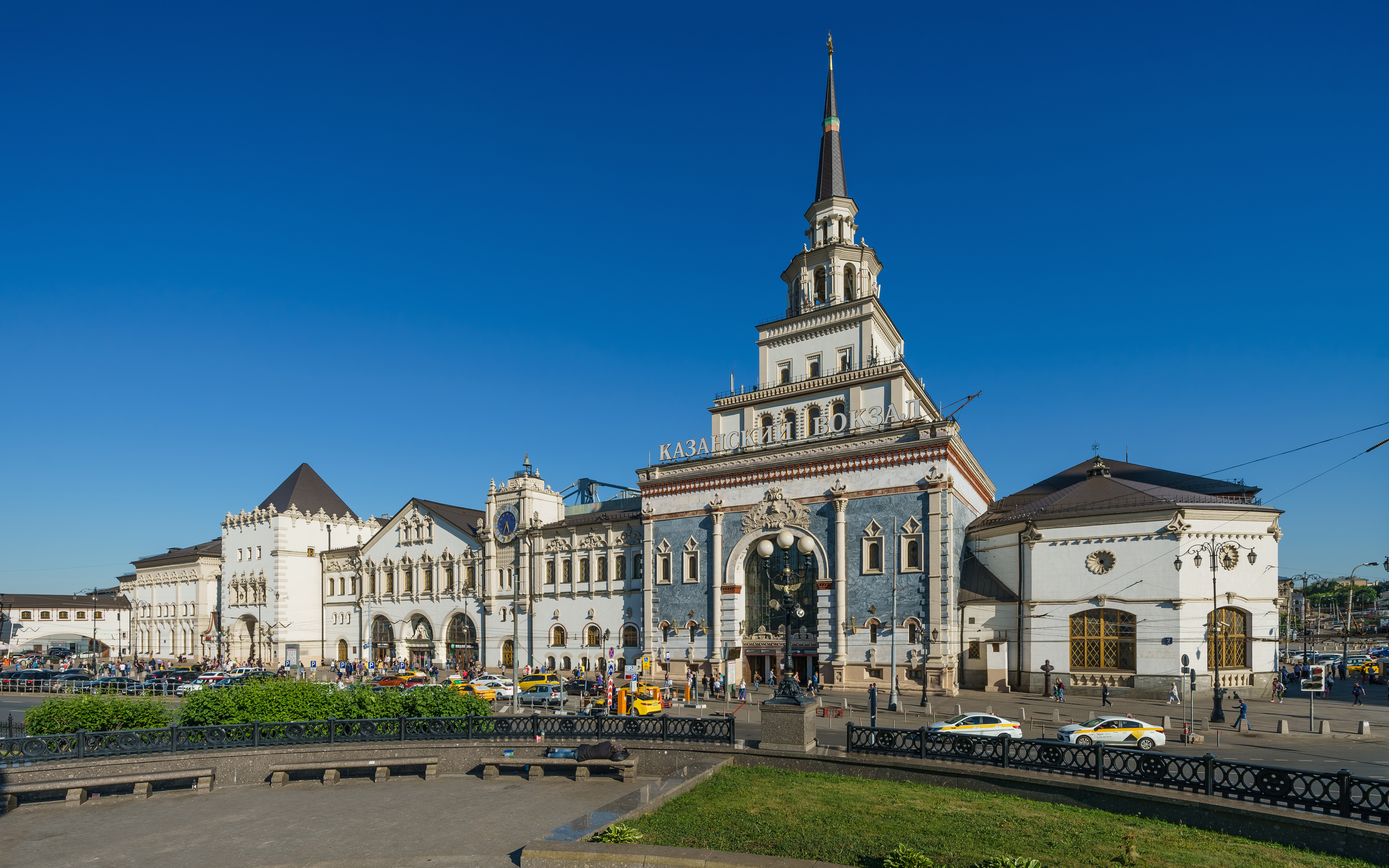
カザンスキー駅

アレクセイ・シューセフ（シチューセフ、Alexey Viktorovich Shchusev、1873年10月8日 - 1949年5月24日）は、ロシア帝国・ソビエト連邦の建築家。ベッサラビア県キシニョフ（現在のモルドバ・キシナウ）出身。
芸術アカデミーの出身。アカデミーではレオン・ベノワに師事した。ロシア革命前は一貫してネオロシア様式の作品を残しているが、作風はスラブの風土を生かした折衷スタイルとソ連全土の建築家の指導的立場から、当時の構成主義的な作品も手がけている。
建築家としてのおもな経歴はソビエト建築においてのものである。
ストロガノフ芸術産業専門学校（1913年-1918年）、ヴフテマス（1918年-1924年）、モスクワ建築大学（1948年）にて教鞭を執る。1919年から1929年まで、モスクワ建築家協会会長を務める。
1926－1929年トレチャコフ美術館長。ロシア建築博物館（現シューセフ建築博物館）初代館長。彼の言及は1930年から1950年代のモスクワ建築に多大な影響を及ぼしている。
ソビエトパレス建築設計競技では審査員を務めた。
モスソビエトアトリエにて、1918年から1923年まで、モスクワ再建都市計画にも携わる。コルシュノフ、コンスタンチン・メーリニコフ、イリア・ゴーロソフ、ニコライ・ラドフスキーらを自宅に寄宿させて計画を取りまとめた。

## おもな作品
- ソコル・ガーデンシティ監修、1923年
- レーニン廟、木造の仮物は1924年、完成は1930年
- トレチャコフ美術館新館、
- 環状線モスクワのコムソモーリスカヤ駅・コスモールナカヤ整備計画、1913年から1926年
- 環状線カサン駅
- 鉄道駅中央文化クラブ
- レーニン軍事アカデミー
- レーニン図書館建築招待コンペティション案（1928年）
- ルビャンカ刑務所・旧ソ連国家保安委員会 (KGB)本部
- セントアナスタシア礼拝堂
- マルフオ・マリインスカヤ修道院
- クリコープ平野の記念聖堂
- マセッシアホテルコンペティション案
- モスクワ大学医学解剖教室コンペティション案（チェルニシェフらと）
- モスクワ中央電信電報局コンペティション案、1925年（構成主義スタイルで）
- モスクワ・ナルコムゼン（農業省）庁舎、1929年-1930年
- ロス・アン・ドンの劇場（ゲルフレイクらと）、1930年-1935年
- ホテル・モスクワ、1938年、ホテル前地下鉄駅にも関与
- ウズベキスタン・タシュケントにあるナヴォイ劇場、1942年

、などがある。